# Igreja de Tuvalu
A Igreja Cristã de Tuvalu, (em tuvaluano Te Ekalesia Kelisiano Tuvalu) é a igreja nacional de Tuvalu. Em 2012, era composta por 91% dos 10.640 habitantes do país e se organiza segundo o modelo congregacional.

## História

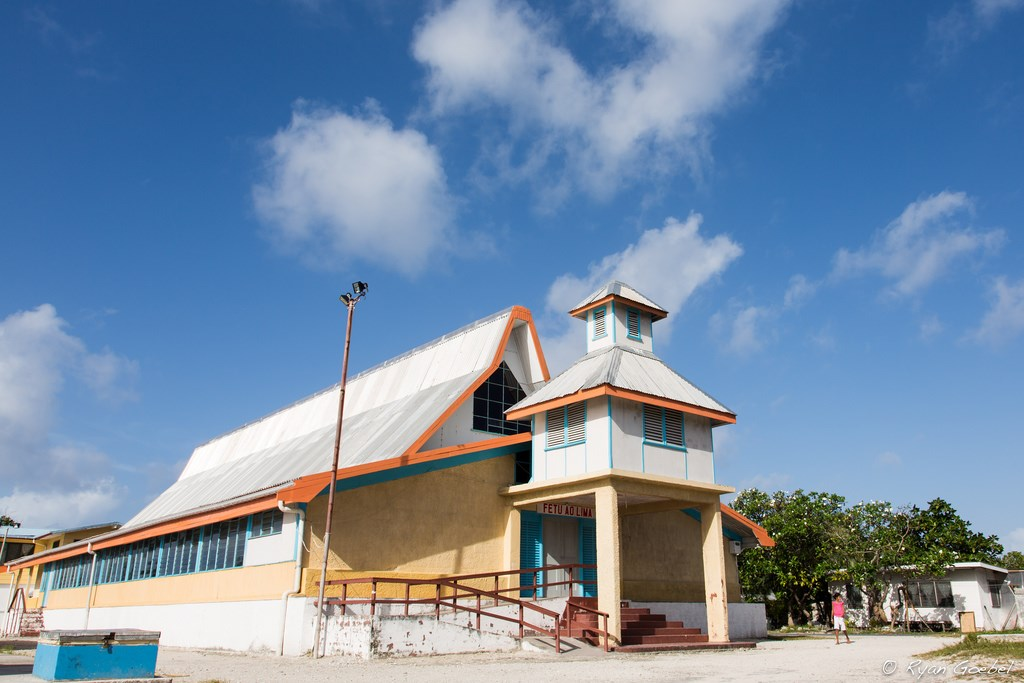
Igreja Cristã de Tuvalu

Em 1861 Elekana, um diácono de uma igreja Congregacional em Manihiki, Ilhas Cook, começou um trabalho de evangelização em Tuvalu. Ele havia sido treinado em uma escola da Sociedade Missionária de Londres em Samoa. Em 1969, a Igreja adquiriu sua independência em relação à Sociedade Missionária e, desde então, tem enviado missionários para servir aos imigrantes tuvaluanos nas Ilhas Fiji, Nova Zelândia, Havaí, Austrália e Ilhas Marshall.
A Igreja de Tuvalu exerce grande influência sobre vários aspectos da vida social, cultural e política do país. É membro da Associação Mundial para a Comunicação Cristã, da Aliança Mundial das Igrejas Reformadas, do Conselho Mundial de Igrejas e da Conferência das Igrejas do Pacífico.